# Кипар на Зимским олимпијским играма 2010.
Кипру је ово било девето учешће на Зимским олимпијским играма. Кипарску делегацију, на Зимским олимпијским играма 2010. у Ванкуверу представљли су брат и сестра Папамихалопулос, који су се такмичили у алпском скијању.
Кипарски олимпијски тим је остао у групи екипа које нису освојиле ниједну медаљу.
Заставу Кипра на свечаном отварању Олимпијских игара 2010. носио је алпски скијаш Кристофер Папамихалопулос.

## Учесници по спортовима
| Спорт          | Мушкарци | Жене | Укупно |
| -------------- | -------- | ---- | ------ |
| Алпско скијање | 1        | 1    | 2      |
| Укупно(1)      | 1        | 1    | 2      |

## Алпско скијање

### Мушкарци
| Такмичар                  | Дисциплина | Резултати    | Резултати    | Резултати    | Резултати    | Резултати         |
| Такмичар                  | Дисциплина | 1. трка      | 2. трка      | Укупно       | Заостатак    | Пласман/уч. (ук.) |
| ------------------------- | ---------- | ------------ | ------------ | ------------ | ------------ | ----------------- |
| Кристофер Папамихалопулос | Велеслалом | 1:29,02 (72) | Није завршио | Није завршио | Није завршио | Није завршио      |
| Кристофер Папамихалопулос | Слалом     | Није завршио | Није завршио | Није завршио | Није завршио | Није завршио      |

### Жене
| Такмичарка             | Дисциплина | Резултати    | Резултати    | Резултати | Резултати | Резултати         |
| Такмичарка             | Дисциплина | 1. трка      | 2. трка      | Укупно    | Заостатак | Пласман/уч. (ук.) |
| ---------------------- | ---------- | ------------ | ------------ | --------- | --------- | ----------------- |
| Софија Папамихалопулос | Велеслалом | 1:28,38 (64) | 1:23,48 (54) | 2:51,86   | 24,75     | 55 / 60 (86)      |
| Софија Папамихалопулос | Слалом     | 1:02,47 (65) | 1:02,71 (53) | 2:05,18   | 22,9      | 53 / 55 (84)      |